# Himno nacional de Chile
El himno nacional de la República de Chile, conocido como Canción Nacional de Chile, es la composición musical patriótica que representa oficialmente a dicho país. Fue compuesto por el maestro español Ramón Carnicer (1828) y escrito por el poeta chileno Eusebio Lillo (1847), con estribillo del poeta argentino-chileno Bernardo de Vera (1819), vestigio del primer himno. Fue adoptado el 17 de septiembre de 1847.
Su letra, una «alabanza o exaltación de Chile», cuenta con cincuenta y dos versos decasílabos divididos en seis estrofas en octavas y un estribillo en cuarteto; sin embargo, solo los doce versos que forman la quinta estrofa y el estribillo son incluidos en la versión oficial, que «pondera la realidad natural de Chile y exalta la vocación libertaria de[l país]». Su música cuenta con la tonalidad y la armonía en do mayor, mientras que la agógica alterna entre 126 M/M, para la introducción y el finale, y 108 M/M, para la estrofa y el estribillo.
La Constitución Política de la República de Chile de 1980 determina en su artículo 2.º que «son emblemas nacionales la bandera nacional, el escudo de armas de la República y el himno nacional». Asimismo, su artículo 22.º establece que «todo habitante de la República debe respeto a Chile y a sus emblemas nacionales».

## Historia

### Antecedentes
Aunque en el periodo de la historia de Chile conocido como Patria Vieja (1810-1814) se crearon los primeros símbolos nacionales chilenos —bandera, escarapela, escudo de armas y lema patrio, todos en 1812 por iniciativa de José Miguel Carrera—, no se compuso entonces un himno o una canción nacional que representara oficialmente a Chile. En cambio, hubo variados «himnos patrióticos» que fueron publicados, tanto en la Aurora de Chile como en El Monitor Araucano, y luego musicalizados; así, en la Casa de Moneda el 30 de septiembre de 1812, durante la recepción que Carrera ofreció para celebrar el segundo aniversario de la Primera Junta Nacional de Gobierno —la primera forma autónoma de gobierno surgida en Chile y el episodio que inició la independencia chilena—, «alternativamente con los bailes se entonaban por el joven La Sala [...] las canciones patrióticas, que también corr[ía]n impresas».
Debido a sus «caracteres poéticos [y] tono marcial», tanto el «Himno a la victoria de Yerbas Buenas» como el primer «Himno del Instituto Nacional» pueden considerarse los precursores de la canción nacional chilena. El primero, con letra del abogado y poeta argentino-chileno Bernardo de Vera, fue cantado por primera vez el 2 de mayo de 1813; el segundo, con letra de fray Camilo Henríquez, fue entonado el 10 de agosto del mismo año. El historiador Eugenio Pereira Salas atribuyó la música de ambos himnos a José Antonio González, maestro de capilla de la catedral Metropolitana de Santiago.

### El primer texto (1819)

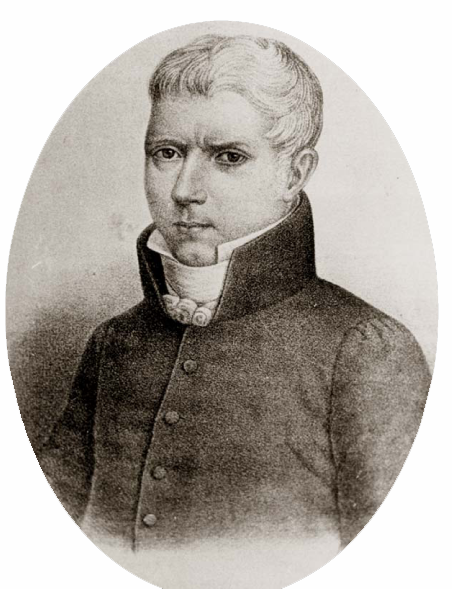
Bernardo de Vera

Tras el fin de la Reconquista (1814-1817) —periodo en el que se restablecieron el gobierno español y las instituciones coloniales en el país— y la jura oficial de la independencia chilena (12 de febrero de 1818), el director supremo Bernardo O'Higgins encargó el texto de una canción patriótica para Chile a Bernardo de Vera el 19 de julio de 1819:

Al Sr. Doctor don Bernardo de Vera:

Deseando Su Excelencia que el aniversario del diez i ocho de setiembre del presente año se solemnice con la alegría i decoro correspondiente, me manda encargue a Ud. (como tengo el honor de hacerlo) la formación de una canción patriótica análoga a la fiesta, i que pueda cantarse en aquel día por distintos coros, confiando de su patriotismo i talento el pronto despacho de este encargo para que haya tiempo de estudiarla.
Dios guarde a Ud. muchos años.
Ministerio de Estado, 19 de julio de 1819.
Joaquín de Echeverría Larraín, ministro del Interior y de Relaciones Exteriores (ortografía original).

La letra de Vera, originalmente titulada «Marcha Nacional» —«muy belicosa y antiespañola, como era el sentir de la época» y compuesta de ochenta y cuatro versos decasílabos divididos en diez estrofas en octavas y un estribillo en cuarteto—, fue presentada por O'Higgins al Senado y posteriormente aprobada por la cámara alta con el título de «Canción Nacional de Chile» en el acuerdo N.º 2 del 20 de septiembre de 1819:

Excmo. Señor:
Chile ha carecido hasta hoi de una cancion patriótica, pues aunque se han escrito e impreso muchas i mui buenas, hablan por lo jeneral con toda la América revolucionada. La que tengo el honor de incluir, examinada i aprobada por personas intelijentes, creo que puede correr con el título de Marcha Nacional, si siendo del agrado de V. E. tiene a bien declararle ese carácter. Dios guarde a V. E. muchos años. —Palacio Directorial de Santiago, Setiembre 20 de 1819. —Bernardo O'Higgins. —Excmo. Senado del Estado.
(ortografía original).

Excmo. Señor:
Se ha visto con placer la canción que V. E. acompaña, i justamente merece el nombre de "Canción Nacional de Chile", con que el Senado la titula, i puede V. E. mandarla imprimir, repartiendo en todo el Estado ejemplares i al Instituto i escuelas, para que el 28 del presente saluden el dia feliz en que Chile dio el primer majestuoso paso de su libertad. —Dios guarde a V.E. —Santiago, Setiembre 20 de 1819. —Al Excmo Señor Supremo Director.
Francisco Antonio Pérez. José María Villarreal, secretario (ortografía original).

Se mandó a imprimir  el himno y se repartieron copias a los pueblos, al Instituto Nacional y a otras escuelas públicas para que fuera cantado el 28 de septiembre en las ceremonias de las Fiestas Patrias.
A falta de la melodía especialmente compuesta para entonar la «Canción Nacional de Chile», durante sus primeras ejecuciones se utilizó la música de la «Marcha patriótica», el himno nacional de las Provincias Unidas del Río de la Plata, compuesta por el español Blas Parera en 1813.

### La primera melodía (1820)
Una vez escrito el texto, fue necesario encontrar al compositor de los acordes; a este objetivo fue asignado Domingo Arteaga (1780-1823), teniente coronel de Ejército y edecán de O'Higgins. En esta búsqueda hubo contratiempos e intentos fallidos no exentos de polémica.

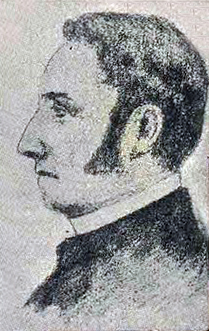
Manuel Robles

Inicialmente, Arteaga confió el trabajo al músico peruano José Ravanete, quien, al verse sobrepasado por la solicitud y no ser capaz de crear algo original en poco tiempo, adaptó el texto a una melodía en contra de la invasión de Napoleón Bonaparte a España (1808). Para ello, ajustó algunas frases en las que le sobraban hasta cuatro notas; para mantener la melodía completa, agregó a las últimas sílabas de cada estrofa un ripieno como solución:

Arrancad el puñal al tirano, sí, sí, sí, sí.
quebrantad ese cuello feroz, sí, sí, sí, sí.

Esta versión fracasó rotundamente en su estreno y el arreglo de Ravanete indignó a de Vera, quien exclamó airado: «¡Tiene visos de goda, tiene visos de goda!».
Posteriormente, Arteaga encargó la composición al violinista y guitarrista Manuel Robles, cuya melodía, «una marcha muy enérgica, acorde con las gestas de liberación», tenía un «inicio solemne en 4/4, 6/8 y allegretto en el estribillo, siempre en tonalidad de la mayor, con intercambio modal en la menor tanto en la estrofa como en el estribillo». El músico José Zapiola señaló sobre ella:

La música de esta marcha tenia todas las circunstancias de un canto popular: facilidad de ejecucion, sencillez sin trivialidad. Se esceptúa el coro que parece que era de rigor que fuera en un movimiento mas vivo que la estrofa, i lo más importante de todo, poderse cantar por una voz sola sin auxilio de instrumentos (ortografía original).

La melodía de Robles tuvo su presentación oficial el 20 de agosto de 1820; fue aceptada por O'Higgins y mantuvo su respaldo oficial mientras permaneció en el poder —hasta el 28 de enero de 1823, cuando abdicó y decidió partir al exilio tras un golpe de Estado—.

#### Propuesta fallida de un nuevo himno nacional
Hubo una propuesta de un nuevo himno nacional —del argentino Juan Crisóstomo Lafinur, quien llegó a Chile a fines de 1822— que fue referida por el músico Zapiola:

Al oir por primera vez nuestra antigua Canción Nacional, [a Lafinur] le desagradó, sobre todo por la poesía. Concibió la idea de hacer otra completa, es decir: poesía i música. Llevó a cabo este pensamiento, con mui buen éxito, pues, esceptuando la música del coro, algo trivial, la estrofa era mui buena. Se cantó en el teatro i fué mui aplaudida; pero en ese mismo instante cayó en cuenta que quizá había herido la susceptibilidad, no solo de Robles, autor de la música, sino tambien la del doctor Vera, autor de la poesía. La recojió esa misma noche i no se cantó mas (ortografía original).

Mientras que una fuente indica que Lafinur «habría destruido [su propuesta] al comprobar el mérito superior de la composición» de Robles, otra señala que Domingo Arteaga, dueño del teatro donde se presentó la canción de Lafinur, habría roto las hojas del himno para no herir los sentimientos de Vera y Robles.

### La segunda melodía (1828)

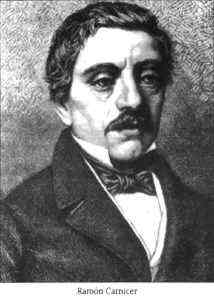
Ramón Carnicer

Mariano Egaña, ministro plenipotenciario de Chile en Londres entre 1824 y 1826, durante el gobierno del director supremo Ramón Freire, procuró encontrar un músico para que compusiera una melodía de carácter más «lírico» para la «Canción Nacional de Chile» y así reemplazar la musicalización de Robles, de estilo «popular».
Egaña encargó la partitura al maestro y compositor dramático español Ramón Carnicer, exiliado por liberal en la capital británica entre julio de 1825 y marzo de 1826. Carnicer entregó una pieza que no solo consideraba la línea melódica, sino también una introducción y un epílogo, el acompañamiento en piano y un arreglo a tres voces. La partitura fue dedicada al ministro Egaña, quien fue el encargado de enviarla desde Inglaterra a Chile, acompañada del texto de Vera y Pintado y titulada «Hymno patriotico de Chile [sic]».
Esta composición de Carnicer no tiene fecha exacta de composición —según antecedentes encontrados en la Gazeta Ministerial de Chile de septiembre de 1827, ya entonces había sido cantada por Isidora Zegers y otras damas de la Sociedad Filarmónica de Santiago; así, y teniendo en cuenta los métodos de impresión y los tiempos que demoraban las comunicaciones en aquella época, es probable que su edición haya sido hecha antes—. Su presentación oficial ocurrió en el teatro de Arteaga el 23 de diciembre de 1828, durante un concierto de la Sociedad Filarmónica de Santiago a beneficio del maestro Santiago Massoni; en esa ocasión, se presentó, como era costumbre antes de cada función, el himno con la melodía de Robles.
La versión musical de Carnicer no fue refrendada por ningún decreto oficial del presidente Francisco Antonio Pinto y reemplazó casi inmediatamente a la de Robles; sin embargo, contó con la oposición de la gente mayor, que gritaba «¡La canción vieja, la canción vieja!», y de los sectores populares, que cantaban el himno nacional con la melodía de Robles.

### El segundo texto (1847)
Terminada la lucha independentista y reconocida la independencia chilena por el gobierno español en Madrid el 25 de abril de 1844, las relaciones diplomáticas entre Chile y España se establecieron en noviembre siguiente.
Debido a que la «Canción Nacional» se había escrito en 1819, «cuando [...] estaban los ánimos mui exaltados, [su texto] contenía conceptos, i sobre todo palabras ofensivas para la España». En 1844 algunos comerciantes españoles solicitaron en vano que el himno nacional «fuera modificado en forma que reflejase no las odiosidades de la guerra, sino la fraternidad [entre ambas naciones]». El 26 de diciembre de 1845, Manuel Puerta de Vera, súbdito español avecindado en Chile, solicitó el cambio de la letra del himno chileno al ministro del Interior y de Relaciones Exteriores y pidió al presidente Manuel Bulnes «se digne mandar var[iar] la letra de la Canción Nacional en todo aquello que ofende a los españoles», iniciativa que fue apoyada en 1846 por los periódicos El Mercurio, El Mosaico, El Orden y El Progreso. En 1847 Salvador de Tavira, el primer encargado de negocios de España en Chile, objetó algunos versos de la Canción Nacional de Vera por considerarlos hostiles e injuriosos hacia su país.

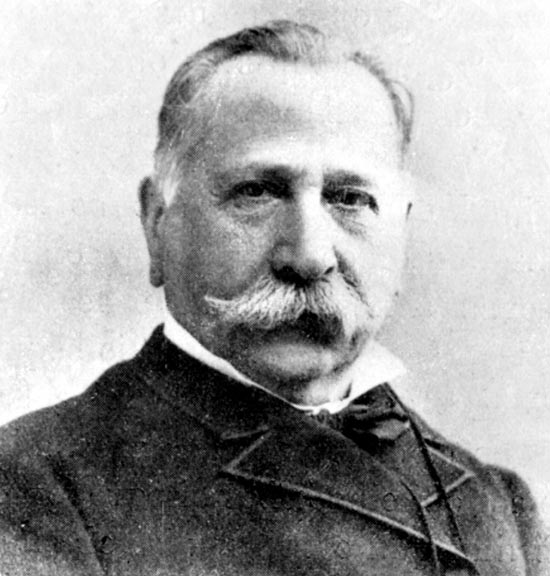
Eusebio Lillo

Con el objetivo de «apaciguar a los españoles como corolario de las relaciones diplomáticas [...] recientemente restauradas», el presidente Bulnes, a través de su ministro del Interior y de Relaciones Exteriores Manuel Camilo Vial, encargó un nuevo texto al poeta Eusebio Lillo, quien compuso seis estrofas en octavas y dos intentos de estribillo en cuarteto:

| Estribillo 1: Libertad, invocando tu nombre, la chilena y altiva nación, jura libre vivir de tiranos y de extraña, humillante opresión. | Estribillo 2: Viva Chile doquiera se aclama, y el chileno ese grito al oír, en la paz al trabajo nos llama y en la guerra a vencer o morir. |

Sin embargo, ambos cuartetos fueron desechados por Lillo, quien decidió conservar el estribillo de Vera. El nuevo texto contó con la aprobación de Andrés Bello, rector de la Universidad de Chile (1843-1865) y crítico y juez de la letra.
El himno nacional chileno —con música de Carnicer, letra de Lillo y coro de Vera— fue entonado por primera vez el 17 de septiembre de 1847, cuando fue publicado en El Mercurio de Valparaíso y en El Araucano, sin indicación sobre su autor; posteriormente, se imprimieron mil ejemplares del nuevo himno a un costo de 14 pesos de la época. En 1909, y a petición del presidente Pedro Montt, Lillo modificó el texto de la primera estrofa («Ha cesado la lucha sangrienta...») —cambió «invasor», «del vasallo borramos» y «hoy ya» por «opresor», «de tres siglos lavamos» y «al fin», respectivamente—.
La modificación del himno chileno no estuvo exenta de críticas. Por algunos años se consideró que el gobierno de Chile había sido «en exceso complaciente al acceder al cambio de la Canción Nacional», mientras que el escritor Vicente Pérez Rosales declaraba «no haber justificado jamás el cambio de la Canción Nacional que entonó de niño». El enfrentamiento entre los partidarios de ambos himnos (De Vera-Robles y Lillo-Carnicer) se prolongó por largo tiempo: El organizador de la «Exposición Nacional de Artes e Industrias» en Santiago en 1872, el intendente Benjamín Vicuña Mackenna, pidió para su inauguración el himno nacional con la melodía de Robles, mientras que en 1906 el historiador y pedagogo Diego Barros Arana escribió: «Aunque [la letra de Lillo de 1847 es] mui superior por su fluidez, por su estructura métrica, i hasta por el colorido poético a la [de Vera] de 1819, no ha logrado reemplazarla, tal es el apego tradicional a aquel canto patriótico de una jeneracion que la posteridad venera respetuosamente (ortografía original)».

## Texto oficial
La edición oficial y completa de la letra del himno, que incluye las modificaciones hechas por Lillo en 1909, es la siguiente —en negrita el texto que se canta oficialmente—:

Coro
Dulce Patria, recibe los votos
con que Chile en tus aras juró
que o la tumba serás de los libres
o el asilo contra la opresión.

I 
Ha cesado la lucha sangrienta;
ya es hermano el que ayer opresor;
de tres siglos lavamos la afrenta
combatiendo en el campo de honor.
El que ayer doblegábase esclavo
libre al fin y triunfante se ve;
libertad es la herencia del bravo,
la Victoria se humilla a su pie.
II 
Alza, Chile, sin mancha la frente;
conquistaste tu nombre en la lid;
siempre noble, constante y valiente
te encontraron los hijos del Cid.
Que tus libres tranquilos coronen
a las artes, la industria y la paz,
y de triunfos cantares entonen
que amedrenten al déspota audaz.
III 
Vuestros nombres, valientes soldados,
que habéis sido de Chile el sostén,
nuestros pechos los llevan grabados;
los sabrán nuestros hijos también.
Sean ellos el grito de muerte
que lancemos marchando a lidiar,
y sonando en la boca del fuerte
hagan siempre al tirano temblar.
IV 
Si pretende el cañón extranjero
nuestros pueblos, osado, invadir;
desnudemos al punto el acero
y sepamos vencer o morir.
Con su sangre el altivo araucano
nos legó, por herencia, el valor;
y no tiembla la espada en la mano
defendiendo, de Chile, el honor.
V
Puro, Chile, es tu cielo azulado,
puras brisas te cruzan también,
y tu campo de flores bordado
es la copia feliz del Edén.
Majestuosa es la blanca montaña
que te dio por baluarte el Señor,
y ese mar que tranquilo te baña
te promete futuro esplendor.
VI 
Esas galas, ¡oh, Patria!, esas flores
que tapizan tu suelo feraz,
no las pisen jamás invasores;
con su sombra las cubra la paz.
Nuestros pechos serán tu baluarte,
con tu nombre sabremos vencer,
o tu noble, glorioso estandarte,
nos verá, combatiendo, caer.

## Descripción

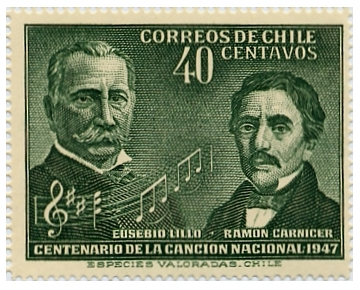
Estampilla por el centenario de la «Canción Nacional» (1947)

### Melodía
Musicalmente, el himno nacional de Chile está estructurado por la sucesión de una introducción, una estrofa, un coro y un epílogo; además, «tiene un tratamiento armónico [en que] se advierte la influencia del belcanto italiano, la moda de la [década de 1820]». Técnicamente, su música cuenta con la tonalidad y la armonía en do mayor, mientras que la agógica alterna entre 126 M/M, para la introducción y el finale, y 108 M/M, para la estrofa y el coro.

### Texto
Métricamente, su letra cuenta con cincuenta y dos versos decasílabos, acentuados en la tercera, la sexta y la novena sílabas, divididos en seis octavas y un cuarteto. La versión oficial se compone de los ocho versos de la quinta estrofa (1847), de rima consonante 10A 10B 10A 10B 10C 10D 10C 10D, y los cuatro del coro (vestigio del primer himno de 1819), de rima libre 10E 10F 10G 10H. Temáticamente, es una «alabanza o exaltación de Chile»; mientras su coro es una «invocación de los ideales libertarios», sus seis estrofas tienen caracteres distintos: la primera es histórica, la segunda en parte es histórica y en parte se proyecta al futuro, la tercera y la cuarta son de inspiración bélica, la quinta describe físicamente el país y la sexta en parte completa esa descripción y en parte es de exhortación bélica.
De acuerdo con el profesor Clemente Canales Toro, es «el Canto de los Libres [y] la oración cívica por excelencia», mientras que para el musicólogo Fernando Carrasco, «como se ha cantado tantas veces, [ha adquirido] una categoría de oración, una meditación colectiva nacional». Según el historiador Rafael Sagredo Baeza:

La Canción Nacional adoptada en 1847 pondera la realidad natural de Chile y exalta la vocación libertaria de la nación. Las características del país, sus glorias y sus grandes destinos se ven reflejados en ella [...] A esta noción se [suman] concepciones ideológicas con versos que exaltan la determinación libertaria del pueblo chileno derivada de su valorada realidad física [...] La alusión al [...] «Edén» no es solo una metáfora [de] las características físicas del territorio nacional, lo es también como proyección de un espacio político en el cual [...] prevalecía la ley y el orden, un verdadero «asilo contra la opresión».
El orden, la paz y la libertad representaron aspiraciones que emanaban de la realidad natural, pero también de las experiencias sufridas después de la Independencia. Las convulsiones vividas [...] terminaron por exaltar el orden y la estabilidad como elementos esenciales de la república de Chile, incluso sobre la libertad que, para la élite, de todas formas resultaba asegurada por la vigencia del régimen republicano (ortografía original).

## Disposiciones legales

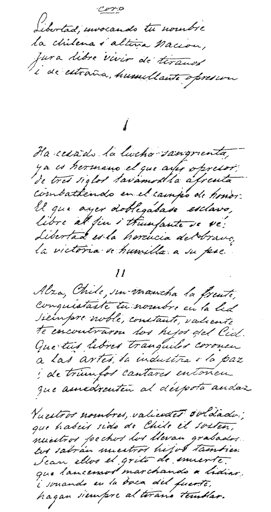
Texto original escrito por Lillo (1909)

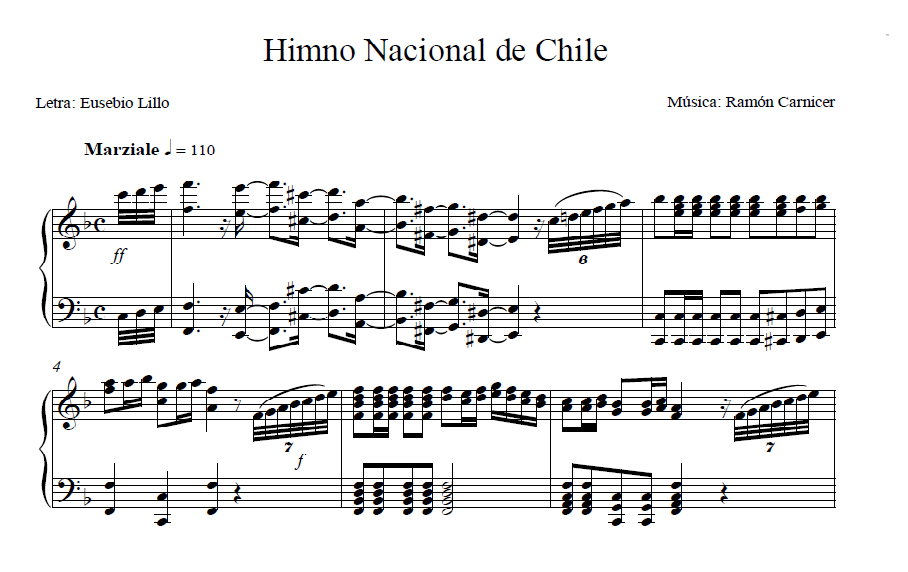
Primeros compases del «Himno Nacional de Chile», arreglo para piano en fa mayor, según la tonalidad original compuesta por Carnicer

En el siglo XIX, el texto de Vera fue el único aprobado por el Congreso Nacional bajo el título de «Canción Nacional de Chile». A lo largo del siglo XX, se promulgó una serie de decretos que sistematizó y refundió diversos asuntos sobre la letra y la música del himno chileno para regular su interpretación:
Las últimas modificaciones hechas por Lillo fueron oficialmente publicadas mediante el decreto supremo 3482 del 12 de agosto de 1909 del Ministerio de Instrucción Pública.

Santiago, Agosto 12 de 1909. № 3,482. Considerando que no hai una edición oficial del Himno Patrio,

decreto:

Comisiónase al Director del Conservatorio Nacional de Música para que publique una edición de mil ejemplares (1,000) de la Canción Nacional de Chile, con arreglo a las instrucciones que siguen:

1.- En la letra se ajustará estrictamente al testo manuscrito que se guarda en este Ministerio, firmado por el señor don Eusebio Lillo;
2.- Respecto de la música, seguirá en todo la edición impresa en Londres por don Ramón Carnicer; i, a este efecto, el Director nombrado procederá de acuerdo con el Sub-Director del mismo Conservatorio, el señor profesor don Enrique Soro y don Fabio De-Petris;
3.- La edición será revisada por el Sub-Secretario del Ministerio de Instrucción Pública, i cada uno de los ejemplares impresos deberá llevar su visto bueno.

Tómese razón, comuníquese, publíquese e insértese en el Boletín de las Leyes i Decretos del Gobierno.

Montt, Presidente de la República - Domingo Amunátegui, Ministro de Instrucción Pública (ortografía original).

Hacia fines de la presidencia de Pedro Aguirre Cerda, el decreto supremo 3737 del 27 de junio de 1941 estableció y ratificó las modificaciones realizadas y aprobadas en agosto de 1909.

1.- Autorízase la impresión de una edición oficial de la Canción Nacional de Chile, en número de 5.000 ejemplares.
2.- El texto de la edición, tanto de la letra como de la música, se ajustará estrictamente al de la edición oficial aprobada por Decreto № 3.482, de 12 de agosto de 1909, del Ministerio de Educación Pública.
3.- Restablécese, en el penúltimo verso de la quinta estrofa, la palabra tranquilo de la primera edición.
4.- El Ministerio de Educación impartirá, por medio de las Direcciones Generales respectivas, las instrucciones técnicas necesarias para resguardar la uniformidad deseada en la letra y la música de la Canción Nacional.
5.- Autorízase al Secretario de la Comisión de Homenaje a don Bernardo O'Higgins, don Ricardo Donoso, para que entienda en todos los detalles de impresión de la nueva edición (ortografía original).

Para la interpretación uniforme de la «Canción Nacional de Chile», la letra de Lillo y la música de Carnicer fueron oficializadas mediante el decreto 6476 del 21 de agosto de 1980 del Ministerio de Educación.

Establece texto oficial de la letra y música de la Canción Nacional de Chile

Núm. 6.476.- Santiago, 25 de Julio de 1980.- Considerando:

Que, existen decretos supremos de los años 1909 y 1941, de los Presidentes Montt y Aguirre Cerda, respectivamente, que dan normas sobre la interpretación del Himno Nacional de Chile;

Que, existen diversos antecedentes históricos que dicen relación con dicho Himno;

Que, es necesario y conveniente establecer normas para uniformar la interpretación de la Canción Nacional de Chile, reglamentar su difusión y establecer las circunstancias en que debe interpretarse;

Visto: Lo dispuesto en los decretos leyes №s. 1 y 128, de 1973; 527, de 1974; en el artículo 72 № 2 de la Constitución Política del Estado y lo propuesto en el Encuentro Nacional convocado por el Centro de Perfeccionamiento, Experimentación e Investigaciones Pedagógicas;

Decreto:

Artículo 1°.- El texto oficial de la Canción Nacional de Chile se ajustará, en la letra, estrictamente al texto manuscrito que se guarda en este Ministerio, firmado por el señor don Eusebio Lillo, y en la música a la edición impresa en Londres por don Ramón Carnicer, con las modalidades técnicas que se expresan:
1.- Tonalidad: Do mayor,
2.- Agógica: Tempo introducción: 126 M/M.
Tempo estrofa y coro: 108 M/M.
Tempo finale: 126 M/M.
3.- Melodía: Coro: modificado en los compases 3, 4 y 7, 8 donde la segunda voz pasa a la primera. Compases 16 y 17 pasa a la melodía, la escala del bajo; y anacrusa del compás 21 y compases 21, 22, 23 y 24 donde la línea melódica de "o el asilo contra la opresión" debe interpretarse las tres veces igual.
4.- Armonía: Do mayor.
Unísono, dos y tres voces se conserva la armonización del original.
Al armonizarse para coro mixto a cuatro voces, será responsabilidad de la Facultad de Música de la Universidad de Chile.

Artículo 2°.- La orquestación de la Canción Nacional de Chile queda encargada al Maestro Víctor Tevah y la instrumentación para Bandas, al Teniente Coronel Jorge Fernando Castro Castro.

Artículo 3°.- El Ministerio de Educación Pública impartirá las instrucciones necesarias para resguardar el cumplimiento del presente decreto.

Anótese, tómese razón, publíquese e insértese en la Recopilación de Leyes y Reglamentos de la Contraloría General de la República.

Augusto Pinochet Ugarte, General de Ejército, Presidente de la República - Alfredo Prieto Ballafuy, Ministro de Educación Pública.
«Decreto 6476 de 1980 del Ministerio de Educación Pública» (ortografía original).

Al asumir Patricio Aylwin la presidencia, se oficializó la tradición republicana de cantar la quinta estrofa y el coro por medio del decreto 260 del 30 de marzo de 1990 del Ministerio del Interior.

Establece estrofas del Himno Nacional, en actos o ceremonias

Santiago, 15 de Marzo de 1990.- Hoy se decretó lo que sigue:

Núm. 260.- Considerando:

Que existen Decretos Supremos de los años 1909 y 1941 de los Presidentes Montt y Aguirre Cerda, respectivamente, que dan normas sobre la interpretación del Himno Nacional de Chile;

Que existen diversos hechos históricos que dicen relación con dicho Himno;

Que es necesario y conveniente establecer normas para uniformar la interpretación de la Canción Nacional de Chile;

Que el texto manuscrito de la Canción Nacional de Chile, firmado por Don Eusebio Lillo, se guarda en el Ministerio de Educación Pública.

Visto: Lo dispuesto en el artículo 32 N° 8 de la Constitución Política de la República de Chile, Decreto:

Artículo único: Déjase establecido que a partir de esta fecha, en las ceremonias o actos en que se cante el Himno Nacional, éste se ejecutará en la siguiente forma: Quinta estrofa y coro.

Anótese, tómese razón, publíquese y comuníquese.

Enrique Krauss Rusque, Vicepresidente de la República - Belisario Velasco Baraona, Ministro del Interior (S) - Ricardo Lagos Escobar, Ministro de Educación - Patricio Rojas Saavedra, Ministro de Defensa.
«Decreto 260 de 1990 del Ministerio del Interior» (ortografía original).

## Versiones

### Versión oficial
Durante el periodo 1973-1990, tuvo una reconversión por parte de la Junta de Gobierno; en dicho lapso, después de la quinta estrofa y el coro, se entonaban la tercera —«Vuestros nombres, valientes soldados...»— y el coro; mientras sus partidarios cantaban esta tercera estrofa como muestra de aprobación, sus opositores no lo hacían en señal de protesta.
Apenas la democracia retornó a Chile, se oficializó la tradición republicana de entonar la «[q]uinta estrofa y coro» mediante el decreto 260 del 30 de marzo de 1990 del Ministerio del Interior.

### Otras
Pese a que la interpretación oficial es la «[q]uinta estrofa y coro», establecida en el decreto 260 del 30 de marzo de 1990 del Ministerio del Interior, se utilizan versiones abreviadas o parciales en eventos deportivos llevados a cabo por organismos como el COI y la FIFA.
Además de las modalidades técnicas para la ejecución oficial de su música, expresadas en el decreto 6476 del 21 de agosto de 1980 del Ministerio de Educación, se han hecho versiones para distintos arreglos instrumentales —para solistas (guitarra y piano), bandas, grupos folclóricos, orquestas de cámara y sinfónicas— y vocales —para solista, dúo y trío—.
Asimismo, existen adaptaciones y traducciones tanto en lenguas autóctonas (aimara, kunza, mapudungun y rapanui) como en alóctonas (alemán, danés, francés e italiano).

## Importancia cultural

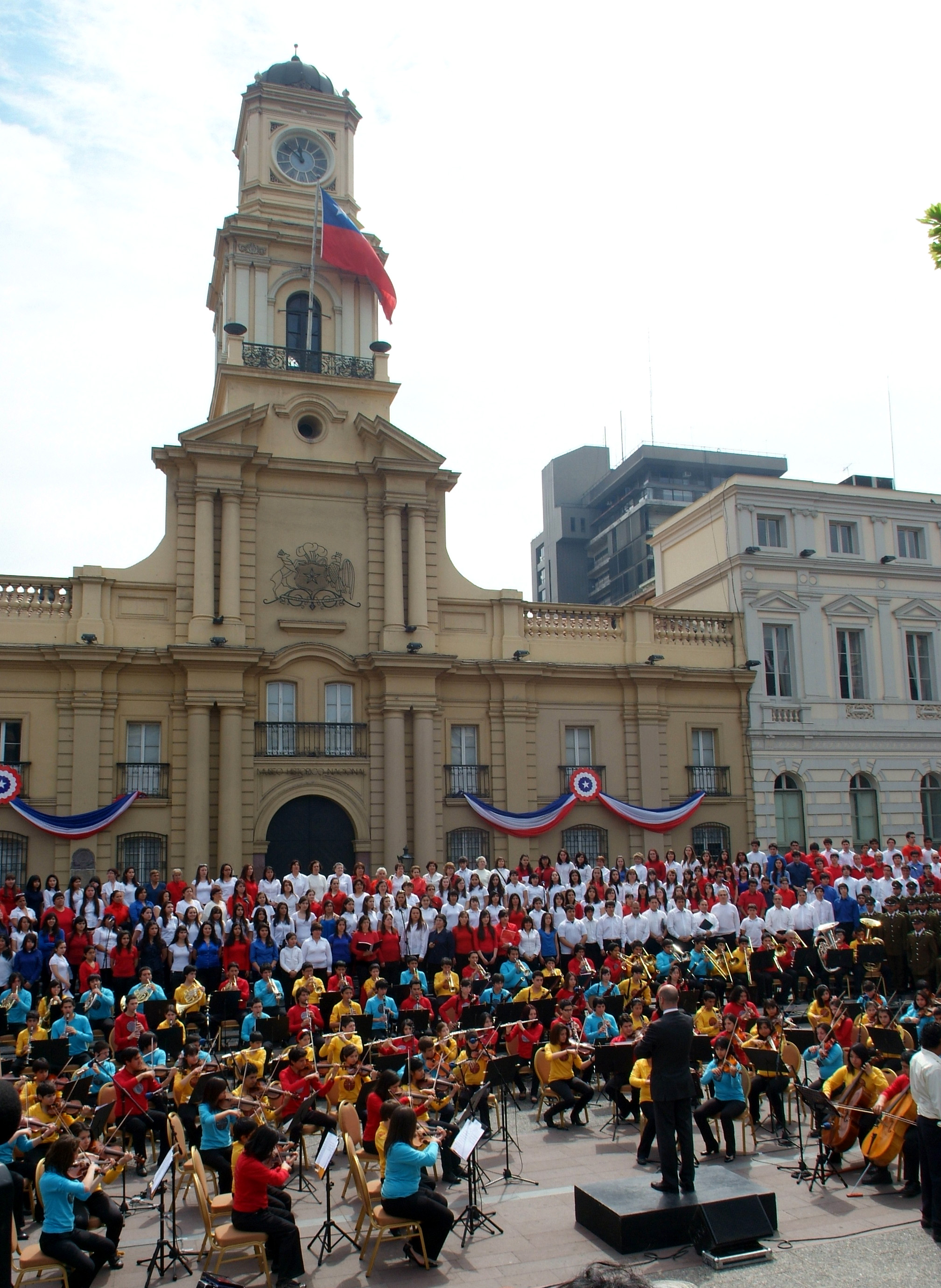
Interpretación del himno nacional de Chile en el Bicentenario

Es un elemento de fuerte arraigo nacional y ha sido entonado en diversas oportunidades, como celebraciones, manifestaciones y protestas; según musicólogos, psiquiatras y sociólogos, «produce un sentimiento de unidad nacional, revive la patria interior y evoca una gesta heroica [entre quienes lo cantan] con emocionado orgullo».
Ejemplo de aquello ha sido su interpretación por el público asistente cuando el capitán de Ejército Alberto Larraguibel y su caballo Huaso consiguieron la marca mundial de salto alto en Viña del Mar en 1949, por los 33 mineros de la mina San José en 2010, quienes lo entonaron en su primer contacto con la superficie y en múltiples ocasiones una vez rescatados, y por la Marea roja —la hinchada de la selección de fútbol de Chile— en los partidos que la Roja disputó en las Copas Mundiales de Fútbol de Sudáfrica 2010 y, sobre todo, de Brasil 2014, y la Copa Confederaciones 2017.
En conmemoración de los 200 años del inicio del proceso independentista chileno, el himno nacional de Chile fue cantado al unísono en todas las plazas de armas del país al mediodía del 18 de septiembre de 2010.
Por otra parte, frases tomadas de la letra del himno —como «puro Chile», «copia feliz del Edén», «futuro esplendor», «dulce patria» y «asilo contra la opresión»— han servido para nombrar un postre y un diario o titular un ensayo, un libro, un álbum musical, un filme, y programas de radio y de televisión, entre otros.

## Leyendas
Existe un mito urbano que señala que, en un concurso internacional de himnos nacionales, el chileno habría obtenido el segundo lugar detrás del francés La Marsellesa (1795). Aunque no hay pruebas de tal competencia, la misma leyenda ha sido aplicada también a otros himnos nacionales.

## Controversias
La presentación oficial de la composición de Carnicer ocurrió en el teatro de Arteaga el 23 de diciembre de 1828, durante un concierto de la Sociedad Filarmónica de Santiago a beneficio del maestro Santiago Massoni.
El 26 de diciembre de 1833 se estrenó la ópera Lucrezia Borgia, del italiano Gaetano Donizetti; pese a que los tres primeros compases del aria «Maffio Orsini, signora, son io» son exactamente iguales al comienzo de la composición de Carnicer, esto no se considera plagio.
El 18 de noviembre de 1845 se estrenó el himno nacional de Bolivia, del italiano Benedetto Vincenti —que vivió algunos años en Chile y trabajó en la banda musical del ejército chileno, por lo que conoció la melodía compuesta por Carnicer—; pese a que tiene similitudes melódicas con el himno nacional de Chile, no hay pruebas concluyentes que indiquen plagio.